# Greenland Centre (Sídney)
El Greenland Centre es un rascacielos residencial en Sídney, Australia, Está ubicado en la esquina de Bathurst y Pitt Street . A una altura de 237 metros, es el séptimo edificio más alto de Sídney. El proyecto está siendo desarrollado por Greenland Group, propiedad del gobierno de Shanghái.

## Descripción
La demolición en el sitio comenzó a principios de 2015 y la construcción de la torre principal comenzó en 2017.  La torre se coronó en julio de 2020. Inicialmente, se esperaba que el hotel abriera en 2016 y la torre residencial en 2019. Sin embargo, debido a importantes retrasos en la construcción, la apertura de la torre se retrasó hasta 2021.
Se evita cualquier referencia al número cuatro en el edificio porque "cuatro" y "muerte" tienen una pronunciación similar en chino mandarín. En consecuencia, la torre tendrá un nivel 83, pero solo habrá 68 pisos sin niveles 4, 14, 24, 34, 40–49, 54, 64 o 74.

## Galería

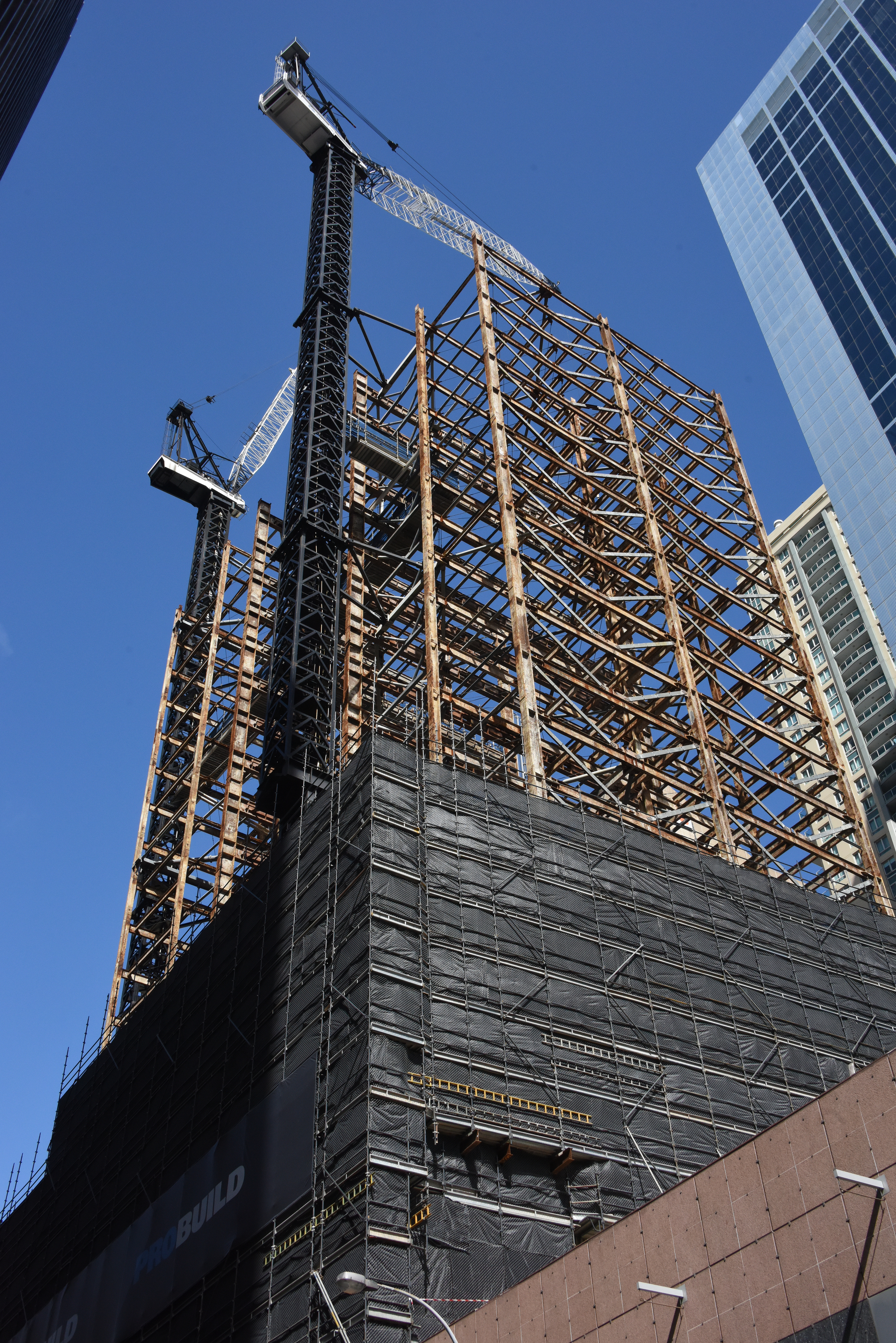
El marco interno del edificio anterior de Sydney Water Board se conservó
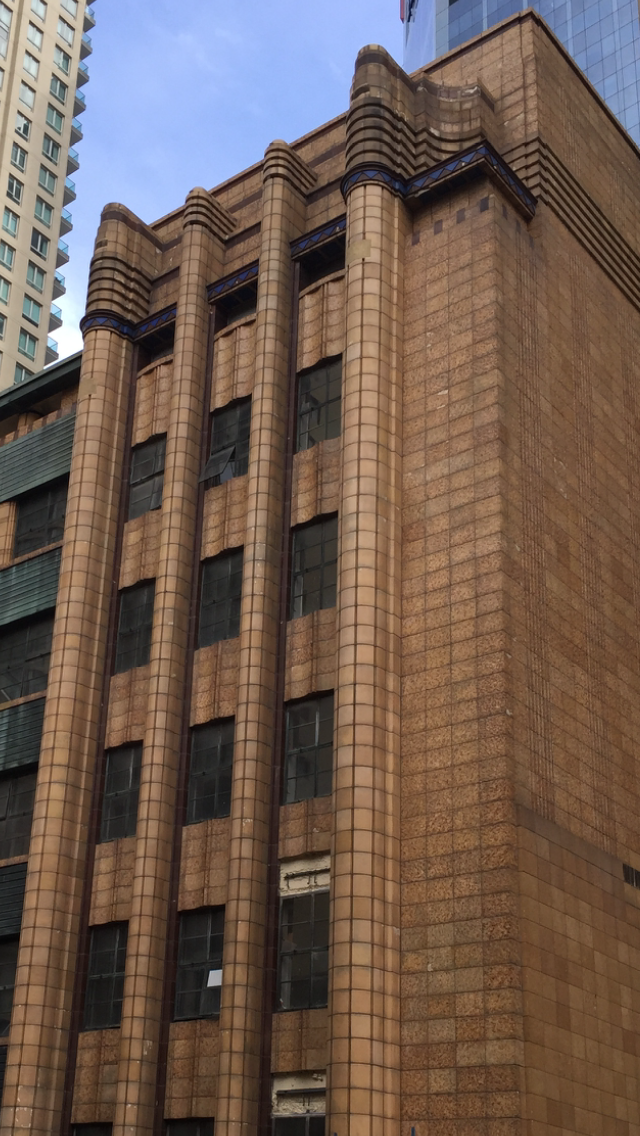
El antiguo edificio art déco Metropolitan Water Sewerage & Drainage Board